# San Sadurniño (stacja kolejowa)
San Sadurniño (gal. San Sadurniño, hiszp. San Saturnino) – przystanek kolei wąskotorowej FEVE w San Sadurniño, w Galicji, w Hiszpanii.
| San Sadurniño                  |  |                         |
| Linia Ferrol – Gijón (17,0 km) |  |                         |
| Pedrosoodległość: 3,0 km       |  | Lamas odległość: 4,0 km |